# African Judo Union
Die African Judo Union (AJU) ist einer der fünf kontinentalen Judoverbände der IJF. 

## Geschichte
Der Verband wurde am 28. November 1961 in Dakar (Senegal) gegründet und hat heute 54 nationale Mitgliedsverbände. Im Jahr 1964 organisierte der Verband die ersten Afrikameisterschaften in Dakar. Die AJU führt regelmäßig kontinentale Meisterschaften für die U 18, U 21 und die Erwachsenen durch. Auch ist er verantwortlich für den Judo-Sport bei den Afrikaspielen.

## Kommissionen
Die AJU ernannte sechs Kommissionen, die aus Sportlern und Funktionären bestehen.
- Medizinische-Kommission
- Athleten-Kommission
- Frauen-Kommission
- Veteranen-Kommission
- Ethik-Kommission
- Marketing-Kommission